# Крус, Хуан Мануэль
Хуан Мануэль Крус (исп. Juan Manuel Cruz; род. 19 июля 1999, Буэнос-Айрес) — аргентинский футболист, нападающий итальянского клуба «Эллас Верона».

## Карьера
Воспитанник аргентинского «Банфилда». За взрослую команду дебютировал 1 апреля 2021 года в матче Кубка лиги против «Велес Сарсфилд» (3:2). В чемпионате 2021 сыграл 24 матча и забил 7 голов. В чемпионате 2022 сыграл 20 матчей и забил 1 гол.
В сентябре 2023 года перешёл в итальянскую «Верону» в качестве свободного агента.

## Статистика
| Выступление      | Выступление                      | Выступление      | Чемпионат | Чемпионат | Кубки | Кубки | Конт. | Конт. | Прочие | Прочие | Итого | Итого |
| Клуб             | Лига                             | Сезон            | Игры      | Голы      | Игры  | Голы  | Игры  | Голы  | Игры   | Голы   | Игры  | Голы  |
| ---------------- | -------------------------------- | ---------------- | --------- | --------- | ----- | ----- | ----- | ----- | ------ | ------ | ----- | ----- |
| Банфилд          | Профессиональная футбольная лига | 2021             | 24        | 7         | 9     | 1     | 0     | 0     | 0      | 0      | 33    | 8     |
| Банфилд          | Профессиональная футбольная лига | 2022             | 20        | 1         | 15    | 2     | 5     | 0     | 0      | 0      | 40    | 3     |
| Банфилд          | Итого                            | Итого            | 44        | 8         | 24    | 3     | 5     | 0     | 0      | 0      | 73    | 11    |
| Эллас Верона     | Серия A                          | 2023/24          | 1         | 0         | 1     | 0     | 0     | 0     | 0      | 0      | 2     | 0     |
| Эллас Верона     | Итого                            | Итого            | 1         | 0         | 1     | 0     | 0     | 0     | 0      | 0      | 2     | 0     |
| Всего за карьеру | Всего за карьеру                 | Всего за карьеру | 45        | 8         | 25    | 3     | 5     | 0     | 0      | 0      | 75    | 11    |

по состоянию на 1 ноября 2023

## Семья
Является сыном футболиста Хулио Рикардо Круса.